# سودا (خانية)
سودا (Σούδα) هي مدينة في خانيا في اليونان.